# Уоллингер, Марк
Марк Уоллингер (Mark Wallinger, род. 1959, Чигуэлл, Великобритания) — современный британский художник.

## Образование
- 1978—1981 Школа искусств Челси, Лондон
- 1983—1985 Голдсмитский университет, Лондон

## Творчество
Одним из самых известных произведений Марка Уоллингера является Ecce Homo — скульптура Христа в натуральную величину, которая была выставлена на «Четвёртом постаменте» на Трафальгарской площади в Лондоне в 1999. С середины 1980-х Марк Уоллингер сосредоточился на выработке критических подходов к политике репрезентации и репрезентации политики, часто изучал в своем творчестве вопросы ответственности отдельных лиц и общества. Уоллингер был номинирован на Премию Тернера в 1995 и 2007 (стал обладателем премии в 2007), представлял Великобританию на 49-й Венецианской биеннале в 2001.

### Folk Stones
Для работы Folk Stones, расположенной рядом со статуей Уильяма Харви в Фолкстоне, 19240 камней пляжной гальки были пронумерованы и помещены в большой квадрат. Что может, на первый взгляд, показаться бессмысленным актом, на самом деле является мемориалом. Количество гальки равно числу солдат британских и союзных войск, погибших в первый день битвы на Сомме. Расположенный недалеко от Дороги Памяти, мемориал подчеркивает историческое значение Фолкстона как места, откуда более миллиона солдат отправились на поле битвы между Францией и Фландрией в Первой мировой войне.

### State Britain
Для State Britain (2006) Уоллингер воссоздал акцию протеста Брайана Хоу (Brian Haw) на площади Парламента — более 600 обветренных баннеров, фотографий, флагов мира и сообщений сторонников, которые Хоу получил на протяжении пяти лет. Реконструкция точна в каждой детали: от брезентовой палатки и места для приготовления чая до расписанных вручную плакатов и плюшевого медведя в футболке. Брайан Хоу начал акцию протеста, связанную с экономическими санкциями против Ирака, в июне 2001 и оставался на месте до 2006, когда был принят закон, запрещающий несанкционированные демонстрации в радиусе одного километра от площади Парламента. В буквальном смысле, граница этой зоны отчуждения проходит через галерею Tate Britain. Уоллингер сделал линию на полу галереи, разместив State Britain наполовину внутри и наполовину снаружи границы. Художник поднял вопросы о свободе выражения и разрушении гражданских свобод в Британии сегодня. За эту работу Уоллингер получил премию Тернера в 2007 году.

### Labyrinth
Работа Labyrinth (2013) представляет собой 270 эмалевых табличек с изображениями лабиринтов, которые расставлены по всем станциям Лондонского метро. В 2015 году эта работа оказалась среди победителей конкурса, целью которого было поднять понимание важности дизайна лондонского транспорта среди пассажиров.

## Персональные выставки
| - 2008 Марк Уоллингер, Kunstmuseum Aarau, Швейцария - 2008 State Britain, MAC/VAL, Vitry-sur-Sein, Франция - 2007 State Britain, Tate Britain, Лондон - 2007 Конец, Carlier Gebauer, Берлин - 2007 Марк Уоллингер, Kunstverien Braunschweig, Брауншвейг - 2007 Человеческая фигура в движении, Donald Young Gallery, Чикаго - 2006 Конец, Anthony Reynolds Gallery, Лондон - 2006 Out of Place, New Art Gallery, Уолсолл - 2006 Threshold to the Kingdom, Convent of St. Agnes of Bohemia, Национальная галерея, Прага - 2005 Museo de Arte Carillo Gil, Мехико - 2005 Easter, Hangar Bicocca, Милан - 2005 Galerie Krinzinger, Вена - 2004 Sleeper, Neue Nationalgalerie, Берлин - 2004 Carlier Gebauer, Берлин - 2004 Presence 4: Марк Уоллингер, Speed Art Museum, Кентукки - 2004 The Underworld, a new commission for the Laing Art Gallery, Newcastle-upon-Tyne, Anthony Reynolds Gallery, Лондон - 2003 Рождественская ёлка, Tate Britain, Лондон - 2003 The Sleep of Reason, The Wolfsonian, Флорида | - 2003 Via Dolorosa, Städtische Galerie im Lenbachhaus, Мюнхен - 2003 Spacetime, Carlier Gebauer, Берлин - 2002 Cave, Millenium Forum, Дерри - 2002 Seeing Things, Minoriten-Galerien im Priesterseminar, Грац - 2002 Commission for Bloomberg Space, Лондон - 2002 Promised Land, Tensta Konsthall, Spanga,Швеция - 2002 Ecce Homo, Glynn Vivian Art Gallery, Суонси - 2001 Anna Schwartz, Мельбурн - 2001 No Man’s Land, Whitechapel Art Gallery, Лондон - 2001 Британский павильон на 49-й Венецианской биеннале - 2001 Time and Relative Dimensions in Space, University Museum of Natural History, Оксфорд - 2001 Cave, Milton Keynes Gallery, Southampton City Art Gallery - 2000 Credo, Tate Gallery, Ливерпуль - 2000 Ecce Homo, Vienna Secession, Вена - 2000 Galeria Laura Pecci, Милан - 2000 Threshold to the Kingdom, The British School, Рим - 1999 Lost Horizon, Museum für Gegenwartskunst, Базель - 1999 Ecce Homo, The Fourth Plinth, Трафальгарская площадь, Лондон - 1999 Prometheus, Portikus, Франкфурт - 1999 Mark Wallinger is Innocent, Palais des Beaux Arts, Брюссель | - 1998 Четыре края земли, Delfina, Лондон - 1997 Dolly Fiterman Fine Arts, Миннеаполис - 1997 Dead Man’s Handle, Canary Wharf Window Gallery, Лондон - 1997 The Importance of Being Earnest in Esperanto, Jiri Svetzka Gallery, Прага - 1997 Бог, Anthony Reynolds Gallery, Лондон - 1997 Deweer Art Gallery, Otegem, Бельгия - 1995 Serpentine Gallery, Лондон - 1995 Ikon Gallery, Бирмингем - 1994 The Full English, Anthony Reynolds Gallery, Лондон - 1993 Daniel Newburg Gallery, Нью-Йорк - 1992 Fountain, Anthony Reynolds Gallery, Лондон - 1991 Capital, Institute of Contemporary Art, Лондон; Manchester City Art Gallery - 1991 Daniel Newburg Gallery, Нью-Йорк - 1991 Capital, Grey Art Gallery, Нью-Йорк - 1990 Stranger², Anthony Reynolds Gallery, Лондон - 1990 School, Sophia Ungers, Кёльн - 1988 Anthony Reynolds Gallery, Лондон - 1988 Паспортный контроль, Riverside Studios, Лондон - 1988 Burgess Park, Nottingham Castle Museum, Ноттингем - 1986 Hearts of Oak, Anthony Reynolds Gallery,Лондон - 1983 The Minories, Колчестер |

## Награды и гранты
- 2009 Ebbsfleet Landmark Project Commission
- 2007 Премия Тернера
- 2003 Почетный доктор Университета Центральной Англии
- 2002 Honorary Fellowship of the London Institute
- 2001-02 DAAD, Artists Programme, Берлин
- 1998 Henry Moore Fellowship, Британская школа в Риме